# 曲詰
| 9  | 8  | 7  | 6 | 5 | 4 | 3 | 2 | 1 |    |
| 王 | 飛 | 歩 |   |   |   |   |   |   | 一 |
| 角 |    | 銀 |   |   |   |   |   |   | 二 |
| 桂 | 銀 | 銀 |   |   |   |   |   |   | 三 |
|    |    |    |   |   |   |   |   |   | 四 |
|    |    |    |   |   |   |   |   |   | 五 |
|    |    |    |   |   |   |   |   |   | 六 |
|    |    |    |   |   |   |   |   |   | 七 |
|    |    |    |   |   |   |   |   |   | 八 |
|    |    |    |   |   |   |   |   |   | 九 |

曲詰（きょくづめ）は、詰将棋の分野の1つである。初形や詰上がりが文字や図形など意味があるものをいう。

## 種類
曲詰は主に、「形象型」「あぶり出し」「立体曲詰」の3種類に分けられる。
形象型
最初の配置が意味を持っているもの。
あぶり出し
詰めあがりが意味を持っているもの。
立体曲詰
初形・詰めあがり共に意味を持っているもの。
立体曲詰の中には途中にも意味がある図が出現する「3段曲詰」などがある。

## 歴史
最初の曲詰は、江戸時代の名人二代伊藤宗印による作品であるとされている。『将棋勇略』91番に収録されているこの作品は、初形が左右対称形となっている。
あぶり出し曲詰に関しては三代伊藤宗看（『将棋無双』30番・対称形）や伊藤看寿（『将棋図巧』92番・引き違い）も作成しているが、同時期の添田宗太夫が有名である。添田はあぶり出し曲詰のみを101作収録した『将棋秘曲集』を出版している。
立体曲詰も、添田が最初に作成した。『将棋秘曲集』の26番『角切角鏡』は、初形が対称形で詰め上がりが手鏡の形になるという作品である。この作品は小駒立体曲詰の最初の作品でもある。また同作品集82番『平窓』は、初形と最終形に関連を持たせた最初の立体曲詰である。
江戸時代の他の代表的な作家としては、久留島喜内と桑原君仲があげられる。添田・久留島・桑原の三人を江戸時代の3大曲詰作家と呼ぶこともある。久留島は「大菱」「石畳」などの大型のあぶり出し曲詰をいくつか作成している。桑原は、「大」「小」の文字のあぶり出しを多く作成した他、八卦のパターンのあぶり出しなども作成している。
江戸時代の作品としては他に、『将棋童翫集』（和中作）の「一」-「十」のあぶり出し（すべて都詰となる）や、『将棋攻格』5番（徳川家治作）の逆「七」の字の形象型が知られている。
1927年に、丸山正為は『将棋イロハ字図』を発表する。この作品集には、いろは48字全てに対し形象型・あぶり出しの双方の問題が作られている。48字の形象型・あぶり出しを全て作成したのは丸山が最初である。
昭和10年代になると、世相を反映した曲詰が作られるようになる。1938年に橘二叟は、戦闘機の出撃と帰還を描いた立体曲詰「荒鷲」を発表する。同じ年に渡辺進は「ハーケン・クロイツ」のあぶり出しを発表する（「あぶり出し」と命名したのは加藤治郎）。1940年には、皇紀2600年を祝う曲詰が関根金次郎・花田長太郎により発表されている。
1953年に柏川悦夫は二上達也六段（当時）昇段を記念して、「二上詰」を発表する。これが、初形・詰め上がり共に文字になる立体曲詰の最初の作品である。
1974年に安達康二は「NHK詰」という作品を発表する。この作品が、最初の3段曲詰である。

## 祝賀詰
詰将棋界では昇段や結婚などの祝い事があったとき、名前などを織り込んだ曲詰を贈ることがある。これを一般に祝賀詰と呼ぶ。
有名な作品としては前述の「二上詰」（二上達也六段昇段・柏川悦夫作）や、「ヒロエ詰」（3段曲詰・中井広恵女流名人防衛・相馬康幸作）・「イトウのイ」（伊藤果五段昇段・若島正作）などがある（段位などは当時のもの）。